# Laguiole (Messer)

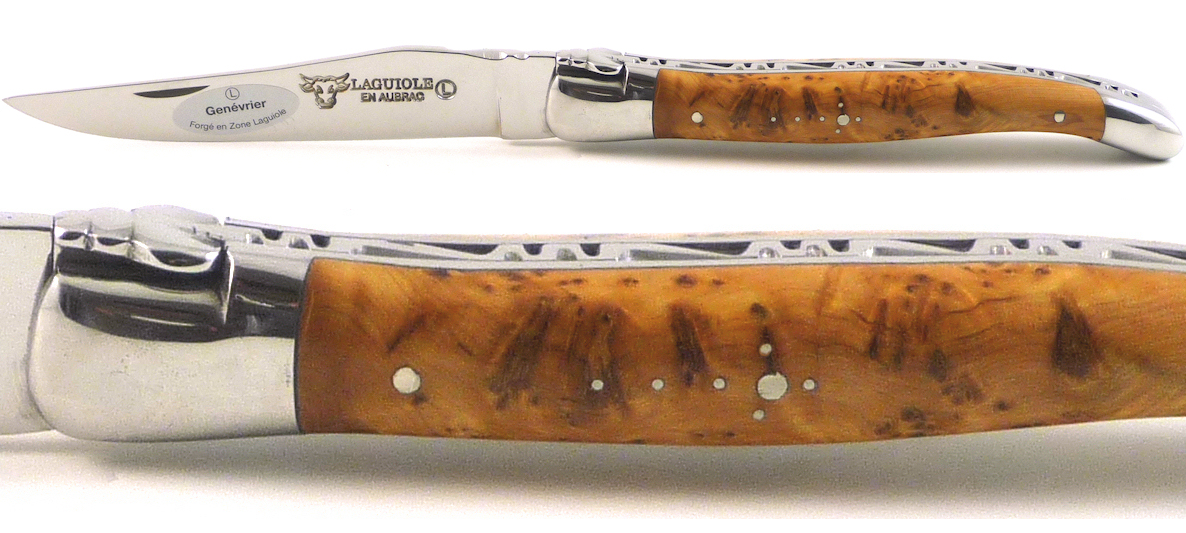
Traditionelles französisches Laguiole-Messer, handgefertigt und geschmiedet, hier mit Griffschalen aus Wacholder, mit einer klassischen Gesamtlänge von 23 cm (12 cm Griff, 11 cm Klinge), der typischen Fliege
auf dem Rücken, der modernen 12C27-Stahlklinge, zwei Heftbacken aus Stahl und dem Hirtenkreuz

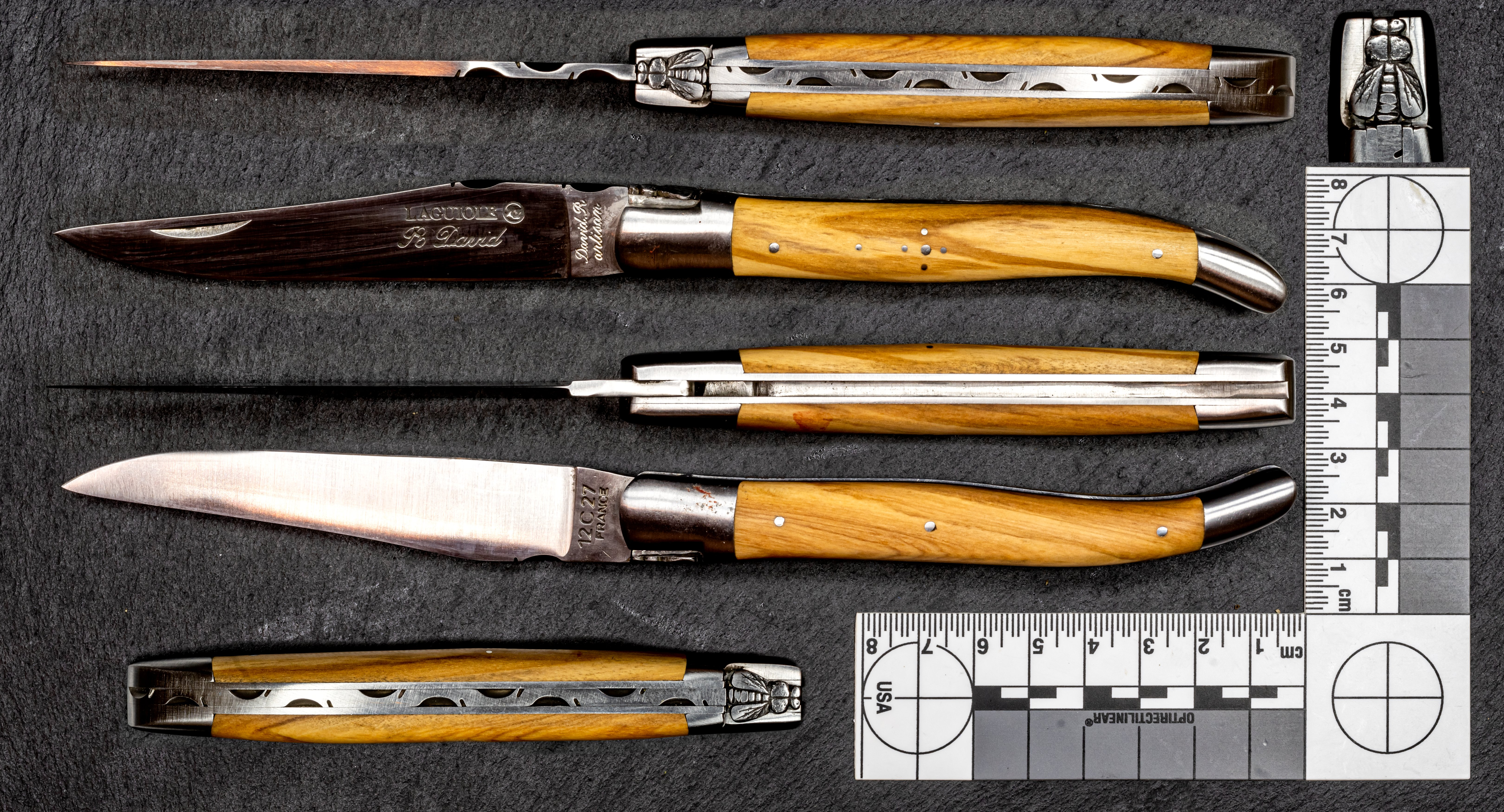
Traditionelles französisches Laguiole-Messer mit Griffschalen aus Olive.

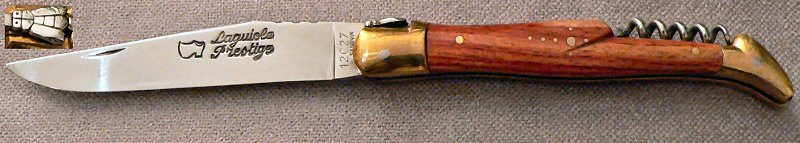
Laguiole-Messer mit Korkenzieher und der typischen Fliege

Das Laguiole ist ein traditionelles französisches Taschenmesser aus Stahl und Holzapplikationen. Es wird von verschiedenen Unternehmen u. a. in Laguiole selbst (Département Aveyron) und in Thiers (Département Puy-de-Dôme, Zentralfrankreich) hergestellt. Das Design wurde im 19. Jahrhundert von Pierre-Jean Calmels entwickelt.
Der Name Laguiole allein kann nicht geschützt werden, er unterliegt der Gemeinfreiheit. Es existieren zahlreiche Nachahmerprodukte, die zwar den Namen Laguiole tragen, aber teilweise in China oder Pakistan hergestellt sind.

## Geschichte
Es wird immer wieder behauptet, der Haupteinfluss auf die Form des klassischen Laguiole sei höchstwahrscheinlich das arabisch-spanische Spangenmesser aus Andalusien, das Navaja. Dies ist jedoch nicht zutreffend, da das Navaja und das Laguiole unterschiedliche Bauweisen und Klingenformen haben.
Das Laguiole wurde erstmals 1829 von Pierre-Jean Calmels entworfen.
Die frühesten Formen des Laguiole-Messers hatten feststehende Klingen, das sogenannte Laguiole droit; das klassische Laguiole-Klappmesser scheint um 1860 entstanden zu sein.
Calmels' Laguiole droit hatte eine „Halbverriegelung“ an der Klinge, bei der ein kleiner Vorsprung am Ende der Rückenfeder (Mouche) Druck auf eine entsprechende Vertiefung in der Ferse der Klinge ausübt, wenn das Messer offen ist; dies und nicht das vollständige Verriegelungssystem des Navaja blieb ein fester Bestandteil der nachfolgenden Laguiole-Messer.
Im Jahr 1840 wurde die erste Ahle oder der Trokar (ein chirurgisches Instrument, das verwendet wurde, um Körperhöhlen zu punktieren und das Leiden von Rindern und anderen Tieren mit Blähungen zu lindern) zu einigen Laguiole-Messermustern hinzugefügt.
Ab 1880 wurden einige Modelle des Laguiole mit einem Korkenzieher ausgestattet, da viele Wanderarbeiter aus dem Aubrac in Pariser Restaurants kellnerten.

## Charakteristika
Klinge, Heft, Ressort (Feder im Rücken des Messers), Biene etc. werden von Schmiede zu Schmiede etwas unterschiedlich verarbeitet. Im Ergebnis unterscheiden sich die Messer leicht in Form und Haptik. Darüber hinaus gibt es noch zahlreiche kleine Schmieden, oft Ein-Mann-Betriebe.
Die Biene/Fliege (mouche) auf dem Messerrücken (ressort = ‚Feder‘) gilt als ein Markenzeichen, ist aber traditionell nicht das einzige Motiv, sondern es gibt auch solche mit Stierköpfen oder Jakobsmuscheln usw. Sie dient nicht der Verriegelung der Klinge, sondern nur der Zierde. Weitere typische Kennzeichen sind die individuelle Verzierung des Federrückens und der Klinge mit eingeschliffenen Kerben sowie ein Kreuz, das durch Nägel gebildet wird, die um den mittleren Niet ins Heft eingeschlagen sind. Dazu wird der unbelegte Mythos erzählt, dass Hirten das Messer nachts in die Erde gesteckt haben sollen, um so vor dem Kreuz zu beten. Tatsächlich findet sich das Hirten- oder Schäferkreuz erst seit Mitte des 20. Jh. als Dekoration auf den Griffen der Laguiole-Messer.

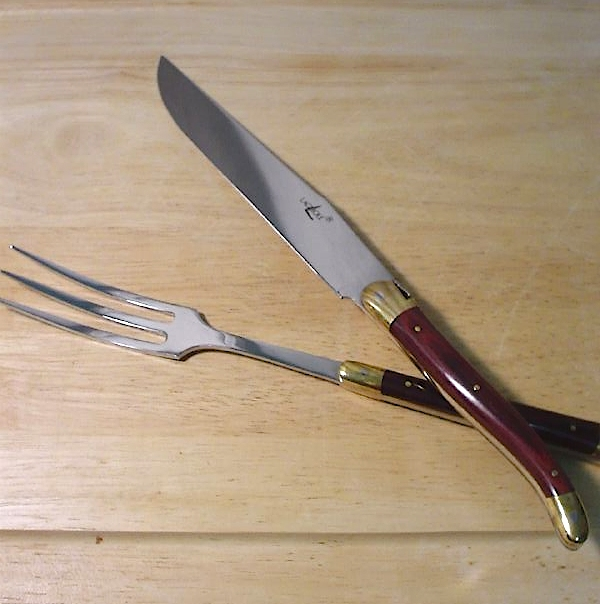
Laguiole-Tranchierbesteck

Ein Laguiole soll man nicht zuschnappen lassen, da die Klinge dann auf der Innenseite der Feder aufschlägt, sondern langsam schließen (frz.: „Ressort silencieux vivra vieux“, d. h. „Leise Feder wird lange leben“).
Als Werkstoff für die Klingen wird heute überwiegend Schwedenstahl von Sandvik mit der Bezeichnung 12C27, aber auch Damaststahl und Kohlenstoffstahl verwendet. Die Klingen gibt es in polierter oder satinierter Ausführung.
Laguiole-Messer sind sehr beliebte Sammlerobjekte, da es sie in vielen verschiedenen Ausführungen gibt. Verschiedenste Griffschalenbeschläge wie Edelhölzer, Horn, Elfenbein oder andere – zum Teil sehr teure – Materialien werden verwendet.
Des Weiteren werden auch Essbestecke mit Messern, Gabel, Löffeln und Teelöffeln im typischen Laguiole-Design mit der Biene angeboten. Salatbestecke, größere Messer und Käse-Sets runden das Sortiment ab.

## Hersteller
Von den derzeit ca. 130 Laguiole-Schmieden in Frankreich gibt es vier renommierte Manufakturen, die qualitativ etwa auf einem Niveau liegen:
- Forge de Laguiole[9]
- Fontenille Pataud
- La Coutellerie de Laguiole Honoré Durand
- Laguiole en Aubrac[10]

Das 1987 gegründete Unternehmen Forge de Laguiole hat das traditionelle Handwerk wieder in den Ort Laguiole zurückgebracht. Forge de Laguiole und Honoré Durand sind die beiden Unternehmen, die noch direkt in der Gemeinde Laguiole ihre Messer herstellen. Während all diese Hersteller einen Schwerpunkt auf die traditionsgemäße Fertigung klassischer Laguiole-Modelle legen, hat das Unternehmen Forge de Laguiole mit vielen bekannten Designern zusammengearbeitet, um das traditionelle Laguiole Messer modern und neu zu interpretieren.

## Bedeutung
Das Laguiole ist ein Messer, das in seinem Kulturkreis (Zentralfrankreich) über einen sehr langen Zeitraum entwickelt wurde und für Anforderungen der Benutzer optimiert wurde. Es ist ein Archetyp wie zum Beispiel das Opinel, das deutsche Mercator-Messer, das japanische Higonokami sowie das Messer der Sami.